# Týr

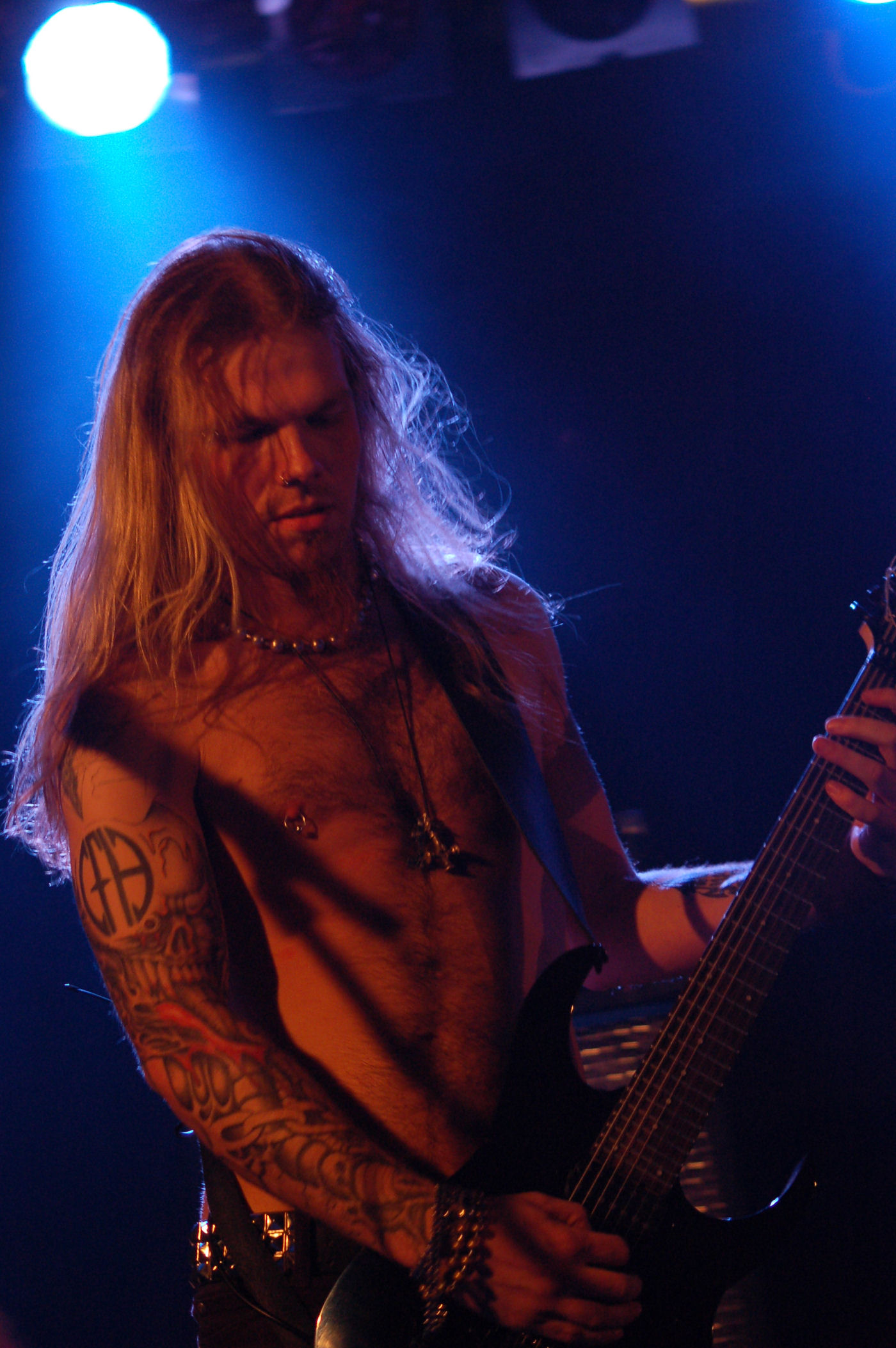
Gitarristen Terji Skibenæs under Metalmania 2007.

Týr är en musikgrupp från Färöarna som spelar en blandning av heavy metal, progressiv metal, power metal och folkmusik. År 2006 skrev de kontrakt med Napalm Records för internationella skivsläpp.

## Historia
Bandet grundades i januari 1998 av Heri Joensen, Kári Streymoy och basisten Gunnar H. Thomsen i Köpenhamn, Danmark. De spelade en musik som var mycket inspirerad av den färöiska traditionella musiken samt med influenser av Iron Maiden och Dream Theater med teman som nordisk mytologi.
Namnet kommer från Tyr, den nordiska krigarguden.

## Bandmedlemmar
Under tiden som gått har det tillkommit och hoppat av olika bandmedlemmar. Sångaren Pól Arni Holm och gitarristen Jón Joensen (Heris bror) var en del av bandet medan de spelade in How far to Asgaard, men lämnade gruppen strax efter att skivan släppts.
Terji Skibenæs blev med i bandet när Jón Joesen lämnade det. Allan Streymoy (Káris bror) tog över sången när de släppte singeln Ólavur Riddararós. Efter att Allan lämnat tog Heri över sången. Det var med dessa bandmedlemmar som skivan Eric the Red släpptes.
Skibenæs lämnade bandet ett tag efter att Eric the Red släppts. Bandet förblev en trio ett tag men på sommaren 2004 fick de sällskap av den isländska gitarristen Ottó P. Arnarson för en kort tid. När Ottó lämnade gruppen kom Terji tillbaka.

### Nuvarande medlemmar
- Heri Joensen – gitarr (1998– ), sång (2002– )
- Gunnar H. Thomsen – basgitarr, bakgrundssång (1998– )
- Terji Skibenæs – gitarr, bakgrundssång (2001–2004, 2004– )

### Tidigare medlemmar
- Kári Streymoy – trummor (1998–2013)
- Jón Joensen – gitarr, bakgrundssång (1998–2000)
- Pól Arni Holm – sång (1999–2002)
- Allan Streymoy – sång (2002)
- Ottó P. Arnarson – gitarr (2004)

### Turnerande medlemmar
- Waltteri Väyrynen – trummor (2013, 2016– )
- Tadeusz Rieckmann – trummor (2016– )
- Amon Djurhuus Ellingsgaard – trummor (2008, 2013–2016)

## Diskografi
Demo
- 2000 – Týr Demo

Sudioalbum
- 2002 – How Far to Asgaard
- 2003 – Eric the Red
- 2006 – Ragnarok
- 2008 – Land
- 2009 – By the Light of the Northern Star
- 2011 – The Lay of Thrym
- 2013 – Valkyrja
- 2019 – Hel

Singlar
- 2002 – "Ólavur Riddararós"

Annat
- 2009 – Black Sails over Europe (delad album: Týr / Heidevolk / Alestorm)